# Округ Елбасан
Елбасан (алб. Qarku i Elbasanit) један је од 12 округа Албаније. Налази се у Централној Албанији, а главни град округа је Елбасан.